# Proyecto 1153
El Proyecto 1153 OREL (cirílico: Орёл) fue un programa de la  era de los 1970s soviético para dar a la Marina soviética  una verdadera capacidad de aviación  de armada de aguas azules  . 

## Descripción
El buque hubiera tenido sobre 75-80 000 toneladas de desplazamiento, con una planta de energía nuclear y se preveía que pudiera operar unos 70 aviones lanzados a través de catapultas de vapor. Fue diseñado con una gran capacidad ofensiva con montajes incluyendo 24 tubos de lanzamiento vertical para misiles Fue cancelado porque era demasiado caro y una versión reducida de 60 000 toneladas y cincuenta aviones fue propuesta. También esto fue rechazado por razones de costo.
OREL hubiera dado como resultado un programa muy similar a los portaaviones disponibles para la Armada de Estados Unidos.  Aunque el proyecto nunca vio fruto, posteriormente provocó en el programa del abortado portaaviones soviético. La clase de barco fue llamado   águila (Орёл), como todas las clases de grandes buques soviéticos fueron nombradas después de aves (consulte convenciones de nomenclatura de buque ruso); no se sabe el nombre real proyectado de la clase.